# 최적성 모델
생물학, 동물행동학 등에서 최적성 모델(optimality model)은 자연계에서 행동을 포함한 다양한 유기체 특징, 특성 및 특성의 비용과 편익을 평가하는 데 사용되는 도구 모델이다. 이 방법을 통한 연구는 유기체의 최적 행동 또는 그 표현형의 다른 측면에 대해 예측할 수 있다. 최적화 모델링은 최적화 이론의 모델링 측면이다. 의사 결정의 결과에 영향을 미치는 비용과 이익의 계산 및 시각화를 허용하며 적응의 이해에 기여한다. 생물학에서 최적성 모델에 기초한 접근은 때때로 최적성 이론이라고 불린다.

## 보편성
최적성 모델은  대부분의 생물체에서 보여지는 보편적인 행동으로 받아들여지고 있다.  생물들의 생존과 번식 그리고 방어 및 공격등의 행동에서도 명시적인 가정으로 받아들여진다. 최적성 모델은 수확체감이론과 임계치정리라는 수학적 모델을 기반으로 하고있으나 보다 더 강한 근거인 자연선택에 근거하고있는 것으로 알려져있다.
최적성모델은 비효율적인 행동은 개체의 생존과 번식에 최적화 되지 않았음으로 도태된다는 가설에 근거한다는 것이다.

## 생태계
식물 층과 초식류 그리고 육식류를 먹이사슬로 하는 생태계를 모델로 했을 때 육식류의 멸종은 초식류의 증가를 야기하고 이어서 식물층의 과소비로 이어진다. 식물층의 고갈은 결국 초식류의 감소와 멸종으로 이어진다는 이론을 가설로 세울때 이러한 최적성 모델 규모는 식물층과 초식류 그리고 육식류의 피라미드형의 생태계를 예상하는 거대한 규모일 것이다. 이러한 생태계 모델은 그 모델 자체뿐만아니라 이러한  생태계와 관련된 다양한 하위 측면에서의 최적성모델 적용도 가능하다.

## 같이 보기
- 효율
- 옐로우스톤 늑대 프로젝트(Yellowstone wolf Project)
- 적합도